# Fysisk pendul
Det fysiske pendul er en fysisk beregningsmodel, som i modsætning til det matematiske pendul kan bruges på alle penduler, der foretager små udsving.
Et fysisk pendul er et legeme med massen {\displaystyle m}, og med inertimomentet {\displaystyle I} omkring den akse, pendulet kan dreje omkring. Hvis afstanden mellem omdrejningsaksen og legemets massemidtpunkt er {\displaystyle L}, kan svingningstiden {\displaystyle T} beregnes approksimativt som:
{\displaystyle T=2\pi {\sqrt {\frac {I}{gmL}}}}
hvor {\displaystyle g} er den lokale tyngdeacceleration, som er ca. 9,8 m/s² de fleste steder på Jordens overflade.
Resultatet er en tilnærmelse, fordi formlen bygger på, at vinklen er lille:
{\displaystyle \sin \theta \approx \theta }
Til visse penduler kan man bruge en simplere beregningsmodel, det såkaldte matematiske pendul, som involverer hverken massen eller inertimomentet.

## Udledning
Hvert infinitesimale punkt på pendulet bliver påvirket af samme tyngdekraft {\displaystyle \mathrm {d} {\vec {F}}} givet ved:
{\displaystyle \mathrm {d} {\vec {F}}=-g\mathrm {d} m{\hat {z}}}
hvor {\displaystyle \mathrm {d} m} er den infinitesimale masse, mens {\displaystyle -{\hat {z}}} angiver, at tyngekraften peger nedad. Kraftmomentet er da {\displaystyle \mathrm {d} {\vec {\tau }}}
{\displaystyle \mathrm {d} {\vec {\tau }}={\vec {r}}\times \mathrm {d} {\vec {F}}=-g{\vec {r}}\mathrm {d} m\times {\hat {z}}}
hvor {\displaystyle {\vec {r}}} er afstandsvektoren til origo. Ved integration findes det samlede kraftmoment på hele legemet:
{\displaystyle {\vec {\tau }}=\int \mathrm {d} {\vec {\tau }}=-g\int {\vec {r}}\mathrm {d} m\times {\hat {z}}}
Massemidtpunktet {\displaystyle {\vec {L}}} er givet ved:
{\displaystyle {\vec {L}}={\frac {1}{m}}\int {\vec {r}}\mathrm {d} m}
Dette indsættes i stedet for integralet:
{\displaystyle {\vec {\tau }}=-gm{\vec {L}}\times {\hat {z}}}
Krydsproduktets størrelse er blot størrelsen på {\displaystyle {\vec {L}}} -  dvs. massemidtpunktets afstand til origo - gange sinus til vinklen i forhold til lodret. Størrelsen på kraftmomentet er derfor:
{\displaystyle \tau =-gmL\sin \theta }
Kraftmomentet er relateret til vinkelaccelerationen {\displaystyle {\ddot {\theta }}} ved
{\displaystyle \tau =I{\ddot {\theta }}}
hvor {\displaystyle I} er inertimomentet, der afhænger af legemets præcise form. Vinkelaccelerationen er altså:
{\displaystyle {\ddot {\theta }}=-{\frac {gmL}{I}}\sin \theta }
For den lille vinkel reducer sinusfunktionen til bare at være vinklen:
{\displaystyle {\ddot {\theta }}=-{\frac {gmL}{I}}\theta }
Løsningen til denne differentialligning kan udover en evt. fase generelt skrives som:
{\displaystyle \theta (t)=A\sin(\omega t)+B\cos(\omega t)}
hvor {\displaystyle t} er tiden, {\displaystyle A} og {\displaystyle B} er konstanter, og {\displaystyle \omega } er vinkelfrekvensen givet ved:
{\displaystyle \omega ={\sqrt {\frac {gmL}{I}}}}
Dermed opnås en periode på:
{\displaystyle T=2\pi {\sqrt {\frac {I}{gmL}}}}
Hvis al masse er i massemidtpunktet, forsimples dette udtryk og bliver identisk med det matematiske pendul.

## Eksempler
Det følgende er eksempler med forskellige inertimomenter.

### Matematisk pendul
Hvis loddet er en punktmasse, der hænger i en masseløs snor, er {\displaystyle L} blot snorens længde, mens intertimomentet er givet ved:
{\displaystyle I=mL^{2}}
Differentialligningen bliver derfor 
{\displaystyle {\ddot {\theta }}=-{\frac {g}{L}}\sin \theta }
med den approksimative periode
{\displaystyle T=2\pi {\sqrt {\frac {L}{g}}}}
Som forventet er det matematiske pendul altså et specialetilfælde af det fysiske pendul.

### Tynd stang
Det svingende legeme er nu én lang stang, der er så tynd, at dens diameter kan ignoreres. Hvis massen er fordelt ligeligt med konstant massedensitet {\displaystyle \rho } - masse pr. længde - og stangens længde er {\displaystyle d}, bliver afstanden til massemidtpunktet:
{\displaystyle {\vec {L}}={\frac {\rho }{m}}\int _{0}^{d}r\mathrm {d} r={\frac {\rho }{m}}{\frac {1}{2}}d^{2}}
Her er det brugt, at:
{\displaystyle \mathrm {d} m=\rho \mathrm {d} r}
Siden
{\displaystyle \rho ={\frac {m}{d}}}
kan afstanden til massemidtpunktet skrives som:
{\displaystyle {\vec {L}}={\frac {m}{md}}{\frac {1}{2}}d^{2}={\frac {d}{2}}}
Dvs. at massemidtpunktet er midt på stangen, hvilket er forventeligt. Inertimomentet er tilsvarende:
{\displaystyle I=\rho \int _{0}^{d}r^{2}\mathrm {d} r={\frac {\rho }{3}}d^{3}={\frac {m}{3}}d^{2}}
Dermed bliver perioden:
{\displaystyle T=2\pi {\sqrt {\frac {{\frac {m}{3}}d^{2}}{gm{\frac {d}{2}}}}}=2\pi {\sqrt {\frac {2d}{3g}}}}
I forhold til det matematiske pendul er perioden for et stangpendul altså en smule kortere med en faktor {\displaystyle {\sqrt {\tfrac {2}{3}}}}.